# Spirits Dancing in the Flesh
Spirits Dancing in the Flesh è un album dei Santana del 1990, l'ultimo inciso dalla Columbia. Raggiunse solo l'85ª posizione nella Billboard Top 200.

## Tracce
1. Let There Be Light / Spirits Dancing In The Flesh (Santana, Thompson) - 7:30
2. Gypsy Woman (Mayfield) - 4:30
3. It's a Jungle out There (Santana) - 4:32
4. Soweto (Africa libre) (Santana, Thompson, Johnson) - 5:07
5. Choose (Santana, Thompson, Ligertwood) - 4:13
6. Peace on Earth...Mother Earth... Third Stone from the Sun (Coltrane, Santana, Jimi Hendrix) - 4:23
7. Full Moon (Rustichelli) - 4:33
8. Who's that Lady (Isley, Jasper) - 4:13
9. Jin-go-lo-ba (Babatunde Olatunji) - 4:52
10. Goodness and Mercy (Santana, Thompson) - 4:32